# Johann Adam Gensel
Johann Adam Gensel, auch János Ádám Gensel (* 26. Oktober 1677 in Ödenburg (heute: Sopron) in Ungarn; † 31. August 1720 ebenda) war ein deutsch-ungarischer Mediziner, Leibarzt des Fürsten Esterhazy und Mitglied der Gelehrtenakademie Leopoldina.

## Leben
Johann Adam Gensel war der Sohn von Kornél Gensel und Judit Zuana Gensel. Der Vater, Kornél Gensel, war Apotheker. Er besaß eine Apotheke in Ödenburg und legte in der Stadt einen Kräutergarten an.
Johann Adam Gensel studierte Theologie und Medizin an der Universität Jena. 1703 wurde er Doktor der Philosophie und Medizin in Padua. Danach war er Arzt in Eisenburg (Vasvár) und Ödenburg, Leibarzt des Fürsten Esterhazy und wurde 1712 Adjunkt der Kaiserlichen Gesellschaft der Naturforscher in Wien. Wie sein Vater, so interessierte sich auch Johann Adam Gensel für Botanik und erforschte Heilmöglichkeiten mit Kräutern. Außerdem leistete er Pionierarbeit auf dem Gebiet der Meteorologie.
Johann Adam Gensel war zudem Ritter des Heiligen Marcus und Physikus des Ödenburger Comitats.
Gensel empfahl der Leopoldina den Kežmaroker Mediziner Daniel Fischer. Gensel hinterließ der Gelehrtenakademie Leopoldina ein Vermögen von 6000 Talern.
Johann Adam Geisel wurde am 1. Februar 1712 unter der Matrikel-Nr. 293 mit dem akademischen Beinamen DIODORUS I. als Mitglied in die  Leopoldina aufgenommen.

## Werke
- Dissertatio Medica, Ægrvm Ischvria Laborantem Exhibens / Quam In Academia Jenensi Svb Præsidio Georgii VVolffgangi VVedelii [...] Pvblicæ Doctorvm Censvræ Exponit Responsvrvs Avthor Iohannes Adamvs Genselivs, Sempronio Hvngarvs [...] A. D. Maii, Anno M DC XCIX. - Ienæ, ante V 1699. Digitalisat
- mit Michael Friedrich von Lochner: Festum Tithenidiorum Dianae Corythalliae, 1717. Digitalisat
- Brief an Lorenz Heister: 12. April 1713. Digitalisat